# Grand Prix moto de Malaisie 2019
Le  Grand Prix moto de Malaisie 2019 est la 19e manche du championnat du monde de vitesse moto 2019. 
Cette 29e édition du Grand Prix moto de Malaisie se déroule du 1er au 3 novembre sur le circuit international de Sepang.